# Phoebis sennae

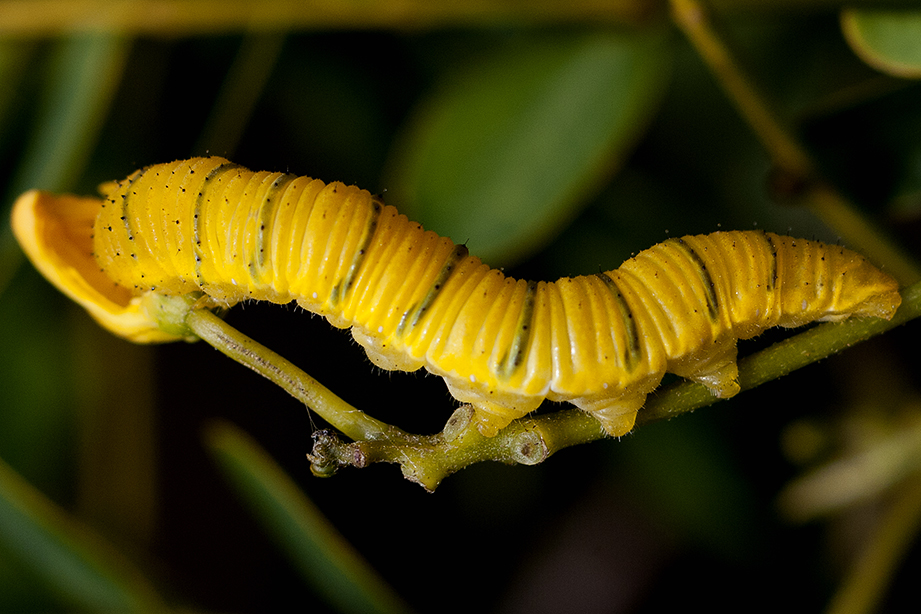
Oruga

Phoebis sennae es una especie de mariposa, de la familia de las piérides, que fue descrita originalmente con el nombre de Papilio sennae, por Linnaeus, en 1758, a partir de ejemplares procedentes de Jamaica y Surinam.

## Distribución
Phoebis sennae está distribuida entre las regiones Neotropical, Neártica y ha sido reportada en 30 países, desde Canadá hasta Argentina y Chile.

## Plantas hospederas
Las larvas de P. sennae se alimentan de plantas de las familias Brassicaceae, Salicaceae y Fabaceae. Entre las plantas hospederas reportadas se encuentran Casearia sylvestris, Cassia ferruginea, Cassia fistula, Chamaecrista chamaecristoides, Chamaecrista fasciculata, Chamaecrista nictitans, Crotalaria agatiflora, Senna alata, Senna armata, Senna bicapsularis, Senna corymbosa, Senna covesii, Senna hirsuta, Senna marilandica, Senna obtusifolia, Senna occidentalis, Senna uniflora, Chamaecrista cinerea, Senna tora, Desmodium incanum, Senna atomaria, Senna cobanensis, Senna hayesiana, Senna pallida, Senna papillosa y especies no identificadas de los géneros Phaseolus y Trifolium.

## Ecología
Phoebis sennae han sido observadas realizando migraciones masivas. En Norteamérica emigran desde los estados del norte hasta Florida, Texas y California. Son fáciles de ver porque vuelan a baja altura y durante el día a diferencia de muchos otros insectos migratorios. Pueden llegar a residir localmente en vegetación abierta tanto en ambientes secos como húmedos.